# Sumurcinde
Sumurcinde is een bestuurslaag in het regentschap Tuban van de provincie Oost-Java, Indonesië. Sumurcinde telt 3958 inwoners (volkstelling 2010).